# Sourcieux-les-Mines
Sourcieux-les-Mines és un municipi francès situat al departament del Roine i a la regió d'Alvèrnia-Roine-Alps. L'any 2007 tenia 1.888 habitants.

## Demografia

### Població
El 2007 la població de fet de Sourcieux-les-Mines era de 1.888 persones. Hi havia 683 famílies de les quals 127 eren unipersonals (56 homes vivint sols i 71 dones vivint soles), 242 parelles sense fills, 266 parelles amb fills i 48 famílies monoparentals amb fills.
La població ha evolucionat segons el següent gràfic:
Habitants censats

### Habitatges
El 2007 hi havia 757 habitatges, 700 eren l'habitatge principal de la família, 24 eren segones residències i 32 estaven desocupats. 658 eren cases i 96 eren apartaments. Dels 700 habitatges principals, 580 estaven ocupats pels seus propietaris, 109 estaven llogats i ocupats pels llogaters i 11 estaven cedits a títol gratuït; 9 tenien una cambra, 27 en tenien dues, 82 en tenien tres, 194 en tenien quatre i 388 en tenien cinc o més. 581 habitatges disposaven pel capbaix d'una plaça de pàrquing. A 220 habitatges hi havia un automòbil i a 438 n'hi havia dos o més.

### Piràmide de població
La piràmide de població per edats i sexe el 2009 era:
| Homes | Edats   | Dones |
| ----- | ------- | ----- |
| 0     | 95 o +  | 0     |
| 0     | 90 a 94 | 4     |
| 4     | 85 a 89 | 4     |
| 4     | 80 a 84 | 4     |
| 16    | 75 a 79 | 12    |
| 36    | 70 a 74 | 20    |
| 24    | 65 a 69 | 40    |
| 36    | 60 a 64 | 24    |
| 40    | 55 a 59 | 40    |
| 60    | 50 a 54 | 48    |
| 72    | 45 a 49 | 68    |
| 64    | 40 a 44 | 52    |
| 96    | 35 a 39 | 116   |
| 60    | 30 a 34 | 72    |
| 100   | 25 a 29 | 52    |
| 28    | 20 a 24 | 36    |
| 52    | 15 a 19 | 60    |
| 64    | 10 a 14 | 56    |
| 120   | 5 a 9   | 84    |
| 68    | 0 a 4   | 56    |

## Economia
El 2007 la població en edat de treballar era de 1.259 persones, 946 eren actives i 313 eren inactives. De les 946 persones actives 905 estaven ocupades (466 homes i 439 dones) i 41 estaven aturades (16 homes i 25 dones). De les 313 persones inactives 144 estaven jubilades, 115 estaven estudiant i 54 estaven classificades com a «altres inactius».

### Ingressos
El 2009 a Sourcieux-les-Mines hi havia 708 unitats fiscals que integraven 1.980,5 persones, la mediana anual d'ingressos fiscals per persona era de 21.967 €.

### Activitats econòmiques
Dels 42 establiments que hi havia el 2007, 2 eren d'empreses de fabricació d'altres productes industrials, 10 d'empreses de construcció, 9 d'empreses de comerç i reparació d'automòbils, 2 d'empreses de transport, 3 d'empreses d'hostatgeria i restauració, 1 d'una empresa financera, 1 d'una empresa immobiliària, 9 d'empreses de serveis, 3 d'entitats de l'administració pública i 2 d'empreses classificades com a «altres activitats de serveis».
Dels 13 establiments de servei als particulars que hi havia el 2009, 2 eren tallers de reparació d'automòbils i de material agrícola, 1 guixaire pintor, 1 fusteria, 7 electricistes, 1 perruqueria i 1 restaurant.
L'únic establiment comercial que hi havia el 2009 era una botiga d'equipament de la llar.
L'any 2000 a Sourcieux-les-Mines hi havia 19 explotacions agrícoles que ocupaven un total de 407 hectàrees.

## Equipaments sanitaris i escolars
El 2009 hi havia una escola elemental.

## Poblacions més properes
El següent diagrama mostra les poblacions més properes.